# Independencia, Yecuatla
Independencia är en ort i Mexiko.   Den ligger i kommunen Yecuatla och delstaten Veracruz, i den sydöstra delen av landet, 260 km öster om huvudstaden Mexico City. Independencia ligger 258 meter över havet och antalet invånare är 363.
Terrängen runt Independencia är kuperad åt nordost, men åt sydväst är den bergig. Runt Independencia är det ganska tätbefolkat, med 100 invånare per kvadratkilometer. Närmaste större samhälle är Misantla, 15,6 km väster om Independencia. I omgivningarna runt Independencia växer huvudsakligen savannskog.